# Winkler-kódex

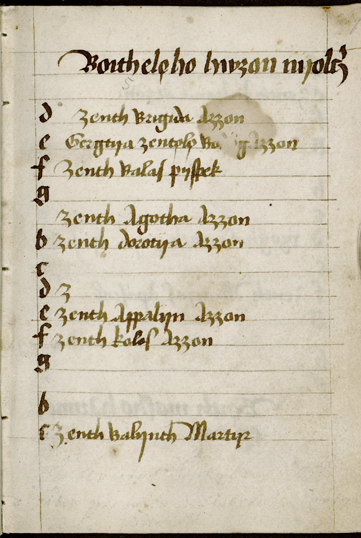
A Winkler-kódex első levele.

Winkler-kódex nevet viseli az egyik késő középkori magyar kódex.
A 184 levél terjedelmű alkotás ismeretlen kéz munkája 1506-ból. Tartalmaz naptárat, énekeket, imádságokat, tanításokat, elmélkedéseket, beszédeket, evangéliumi részleteket, és Krisztus kínszenvedésének és halálának történetét. A kódex nevét Winkler Mihály pécsi kanonokról kapta, aki az  Egyetemi Könyvtárnak ajándékozta a művet. Döbrentei Gábor már 1846-ban sajtó alá rendezte, de csak Volf György adta ki a Régi magyar nyelvemlékek IV. kötetében 1888-ban.